# Hans Dieter Kubitscheck
Hans Dieter Kubitscheck (* 16. September 1934) ist ein deutscher Ethnologe und Südostasienwissenschaftler. Er ist emeritierter Professor für Geschichte und Gesellschaft Südostasiens der Humboldt-Universität zu Berlin.

## Leben
Kubitscheck studierte Ethnologie, Volkskunde, Ur- und allgemeine Geschichte an der Humboldt-Universität zu Berlin. Mit einer Dissertation über Grundzüge der sozialen Organisation der Batak (einem Volk im nördlichen Sumatra) promovierte er am 10. Dezember 1963 an der Universität Jena zum Dr. phil. Seine Promotion B zum Dr. sc. (entspricht einer Habilitation) erfolgte 1976 an der HU Berlin, Thema war die Lage der autochthonen Nationalitäten und nationalen Minderheiten und die Grundzüge der Nationalitätenpolitik in Südostasien. Danach war er als Hochschuldozent für die Geschichte Südostasiens tätig.
Kubitscheck folgte 1993 dem Ruf auf eine C4-Professur für Geschichte und Gesellschaft Südostasiens an der HU Berlin. Diesen Lehrstuhl hatte er bis zu seiner Emeritierung 1999 inne. Er war auch Dekan des Fachbereichs Asien- und Afrikawissenschaften. Zu seinen Forschungsschwerpunkten gehörte die Nationalitätenpolitik in Südostasien. Von 2000 bis 2004 leitete er das DFG-Projekt Ethnische Entwicklungsprozesse in Laos. Studien zu ausgewählten ethnischen Minderheiten in den Provinzen Attapeu und Champasak.

## Schriften (Auswahl)
- mit Ingrid Wessel: Geschichte Indonesiens vom Altertum bis zur Gegenwart. Berlin 1981, OCLC 1087711925.
- Südostasien. Völker und Kulturen. Berlin 1984, OCLC 11175988.
- mit Helmut Fessen: Geschichte Malaysias und Singapurs. Berlin 1981, OCLC 605189357.
- mit Helmut Fessen: Geschichte Thailands. Münster 1994, ISBN 3-89473-226-1.
- Das Südostasien-Institut an der Humboldt-Universität zu Berlin. Zur Geschichte der Südostasienwissenschaften. Zwischenbericht, vorgelegt aus Anlaß des 10th European Colloquium on Indonesian and Malay Studies (ECIMS), Berlin, 17. bis 22. Juni 1996. Berlin 1996, OCLC 634428403.